# Jujubinus suarezensis
Jujubinus suarezensis is een slakkensoort uit de familie van de Trochidae. De wetenschappelijke naam van de soort is voor het eerst geldig gepubliceerd in 1878 door P. Fischer.